# José Rosas Aispuro
José Rosas Aispuro Torres (né à Las Trancas dans la municipalité de Topia, dans l'État de Durango, au nord ouest du Mexique, le 19 octobre 1961) est un avocat et politicien mexicain, membre du Parti action nationale (PAN), ayant été précédemment membre du Parti Révolutionnaire Institutionnel (PRI). Il est maire de Durango, capitale de l'État, de 2001 à 2004, député local pour le sixième arrondissement de l'État de Durango et président de la grande commission de l'État. Il a été par deux fois député fédéral, et est gouverneur de l'État de Durango de 2016 à 2022.
Il est le premier gouverneur de l'État de Durango qui n'est pas membre du parti révolutionnaire institutionnel (PRI) depuis la révolution mexicaine.